# Шоссе д’Антен — Ла Файет (станция метро)
Шоссе д'Антен — Ла Файет фр. Chaussée d'Antin - La Fayette) — пересадочный узел линий 7 и 9 Парижского метрополитена. Расположен на пересечении шоссе д'Антен и рю Ля Файет в IX округе Парижа, от которых и получил своё название. Также рядом с узлом располагается торговая галерея Ля Файет.

## История
- Первым (5 ноября 1910 года) под названием "Шоссе д'Антен" открылся зал линии 7 в составе пускового участка Опера — Порт де ля Вийет. 3 июня 1923 года открылся зал линии 9 при её продлении от Сент-Огюстена.
- В 1989 году первоначальное название было дополнено второй частью "Ла Файет" по названию рю Ля Файет и одноимённой торговой галереи.
- Пассажиропоток по входу в 2011 году, по данным RATP, составил 7 778 782 человек[2]. В 2013 году этот показатель снизился до 7 600 254 пассажиров[3].

## Происшествия
- 24 апреля 2012 года водитель автомобиля по ошибке припарковал свой автомобиль в одном из входов на станцию, ошибочно приняв его за въезд на подземный паркинг.[4][5]

## Путевое развитие
К северо-востоку от зала линии 7 располагается пошёрстный съезд. Возле противоположного торца станции начинается служебная соединительная ветвь на станцию Опера линии 3.

## Галерея

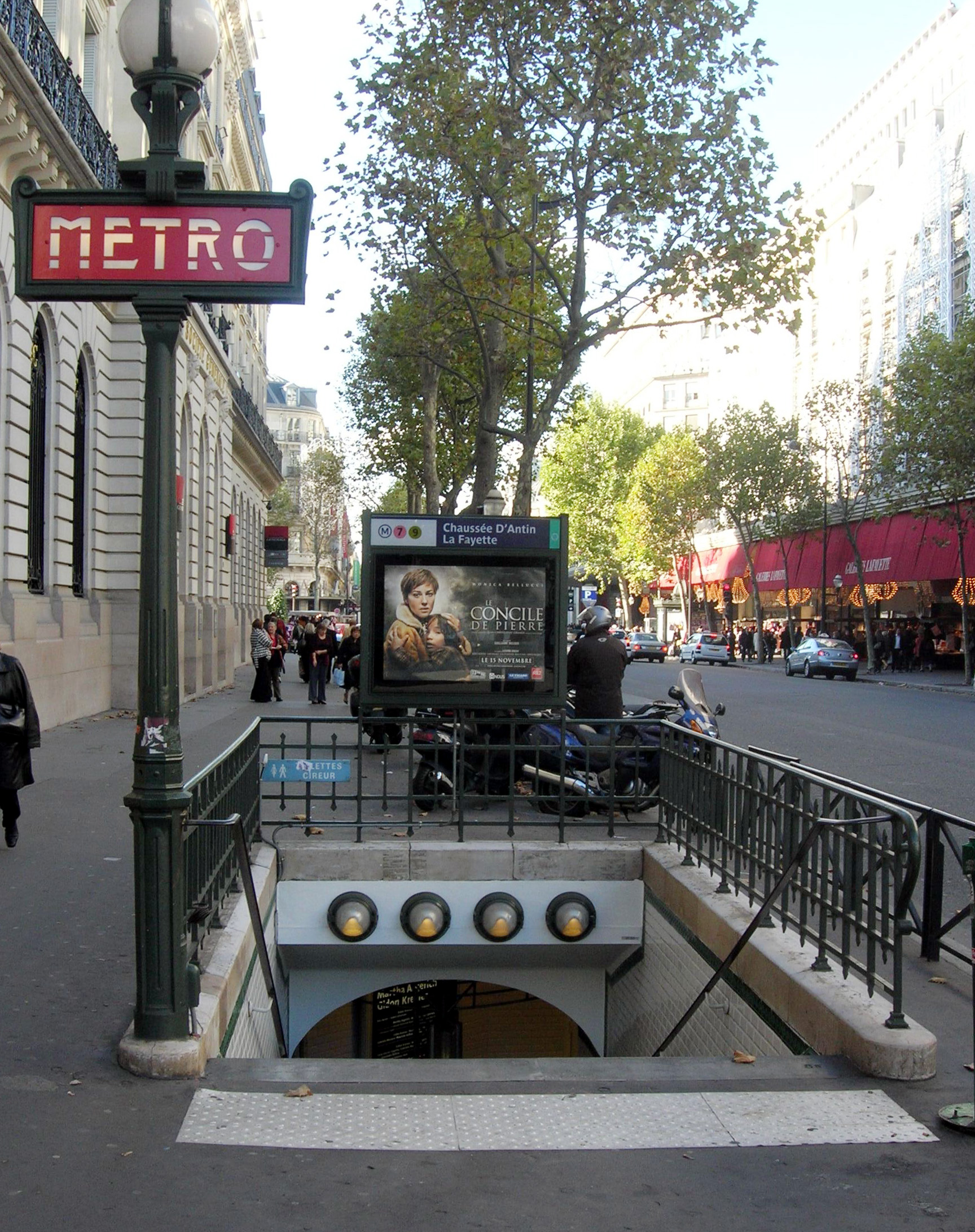
Вход на бульваре Хаусманн
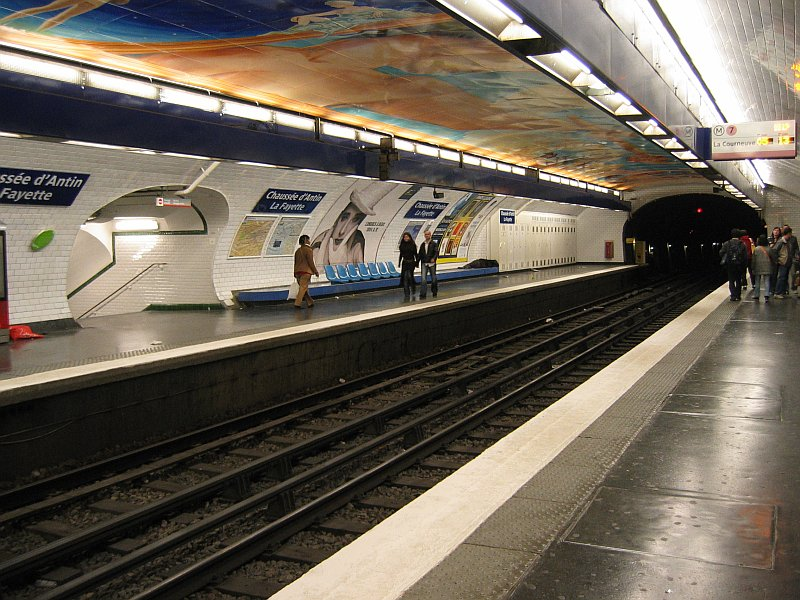
Зал линии 7 (2004)
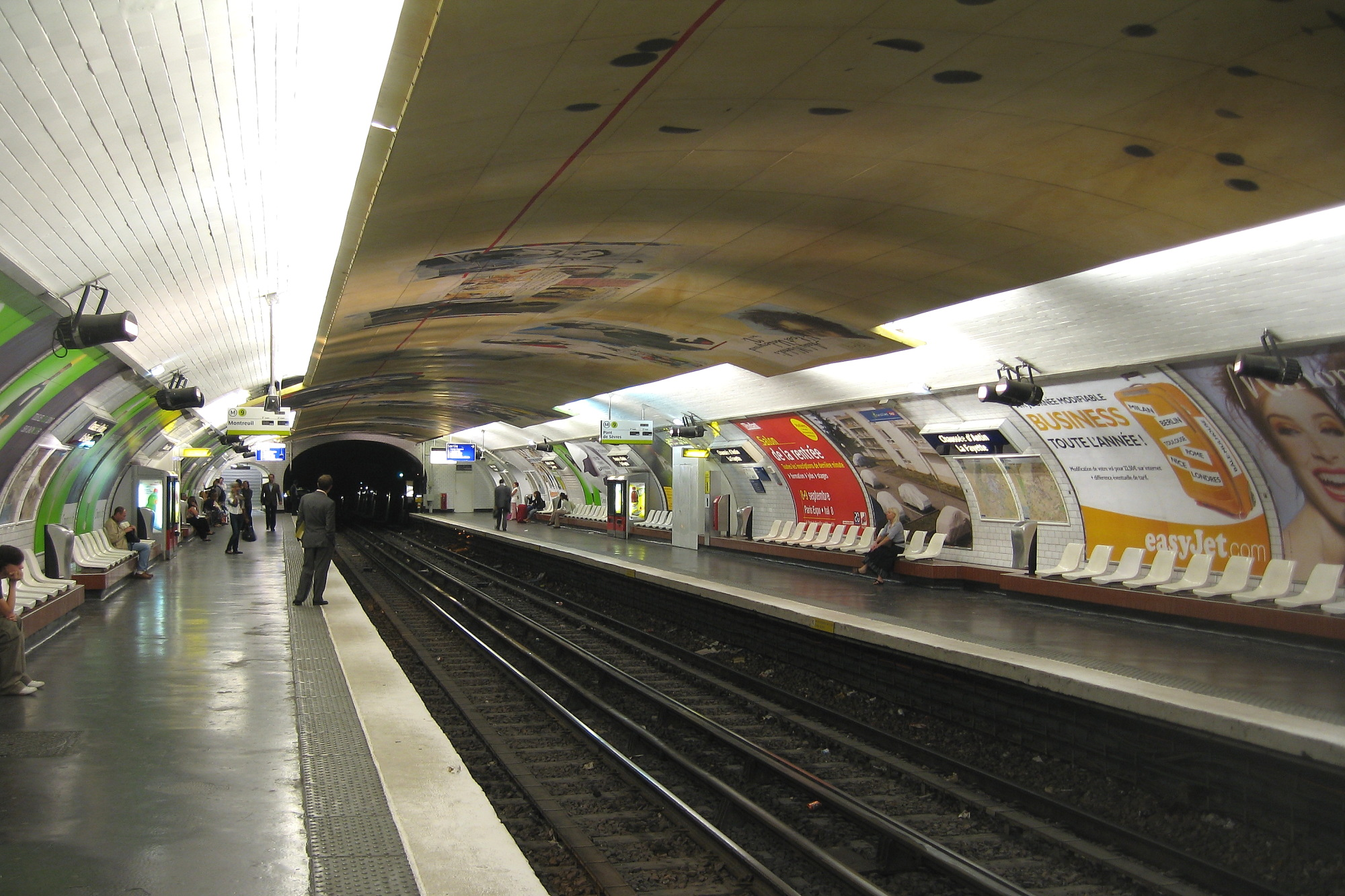
Зал линии 9 (2006).